# بوچیه (کنگاژواتس)
بوچیه (به صربی: Bučje) یک روستا در صربستان است که در Knjaževac واقع شده‌است. بوچیه ۳۶۹ نفر جمعیت دارد.